# Franz Xaver Richter
Franz Xaver Richter (Hollschau, Moràvia, 1 de desembre de 1709 - Estrasburg, Alsàcia, 12 de setembre de 1789) fou un compositor i teòric musical alemany.
Fou un dels principals representants junt amb Johann Stamitz, de l'anomenada escola de Mannheim. S'ignora quins foren els seus mestres, i ja el 1740 apareix com a individu en la capella del príncep abat de Kempten, situació que abandonà el 1747, a causa, probablement, de l'escassetat del seu sou, passant llavors a la de l'elector de palatí de Mannheim. Ensems cantor (baix) i violinista, i més tard va rebre el títol de compositor de cambra.
El 1769 fou cridat a desenvolupar el lloc de mestre de capella de la catedral d'Estrasburg, que ocupà per espai de vint anys, obtenint gran prestigi com a professor i compositor. Contribuí de manera poderosa a l'elaboració del nou estil. Els seus allegros melòdics fan preveure l'estil de Mozart: l'harmonització té delicadeses sorprenents: l'escriptura del baix rivalitza amb força i audàcia amb la de Stamitz, del fill del qual Carl fou, probablement, mestre.

## Simfonies
Les simfonies de Richter, estan escrites tan aviat per a instruments d'arc solament com per a instruments d'arc amb un grup complet o parcial de 2 flautes, 2 oboès, 2 fagots i 2 trompes. Resten publicades a París, Amsterdam i Londres. Riemann va publicar de bell nou quatre (sol, fa, la i do major) a Dekmäle der Tonkust in Bayern. A més de les simfonies, de Richter es conserven, 6 quartets per a instruments d'arc; 12 sonates a tres (dos violins i baix); 6 trios per a piano obligat, flauta i violí i violoncel obligat (núm. 6 en la major en el Collegium Musicum de Riemann); 6 duos per a flautes o violins; 6 sonates per a flauta o violí i baix, i 6 concerts de piano amb acompanyament d'orquestra d'arc, quasi tot enregistrat a Londres, on la música de Richter era molt estimada.
Ja el 1754 Meinrad Spieß (Tractatus, pàg. 204) parla de Richter en termes molt laudatoris com a compositor de música d'església. Un oratori de la seva composició, La deposizione della croce, fou executat a Mannheim el 1748. A Estrasburg gaudia d'una alta consideració, com ho prova l'haver adquirit el Capitol de la Catedral, el 1789, a Donaueschingen, el manuscrit d'una de les seves misses. Els arxius de la catedral guarden un gran nombre d'obres de Richter, en la seva gran part autògrafes:
- 28 Misses
- 2 Rèquiem
- 16 Salms
- Lamentacions de Setmana Santa
- 1 Tedéum
- 38 Motets, etc. amb orquestra i orgue. Aquestes últimes foren recuperades durant la segona meitat del segle XX per l'organista txeca Alena Veselá.

Richter també fou un pedagog molt apreciat. A Mannheim va tenir infinitat d'alumnes entre ells a František Xaver Pokorný. Una obra titulada Harmonische ode gründliche Auweizung zur musikalischen Tonkunst ha restat manuscrita (original en la Biblioteca del Conservatori de Brussel·les, copia en la Biblioteca Nacional de París) però Kalkbrenner va publicar una edició francesa revisada, amb el títol de Traité d'harmonie et composition (1804).